# Amazing Kiss
Amazing Kiss è un singolo della cantante sudcoreana BoA, pubblicato nel 2001 ed estratto dal suo album giapponese Listen to My Heart.

## Tracce
- CD

1. Amazing Kiss
2. Someday, Somewhere
3. Amazing Kiss ~English Version~
4. Amazing Kiss (Instrumental)
5. Someday, Somewhere (Instrumental)